# Xochititla, Hidalgo
Xochititla är en ort i Mexiko.   Den ligger i kommunen Huejutla de Reyes och delstaten Hidalgo, i den sydöstra delen av landet, 190 km norr om huvudstaden Mexico City. Xochititla ligger 406 meter över havet och antalet invånare är 196.
Terrängen runt Xochititla är kuperad åt nordost, men åt sydväst är den bergig. Runt Xochititla är det ganska tätbefolkat, med 248 invånare per kvadratkilometer. Närmaste större samhälle är Huejutla de Reyes, 14,3 km nordost om Xochititla. I omgivningarna runt Xochititla växer i huvudsak städsegrön lövskog.